# Isaque II de Ulqui
Isaque II de Ulqui (em armênio/arménio: Սահակ Բ Ուղկեցի; romaniz.: Sahak II Ułketsi; m. 539) foi um católico de todos os armênios da Igreja Apostólica Armênia de 534 a 539. Originário da vila de Ulqui (Ułki), no cantão de Arquena, na província de Turuberânia, em 534 sucedeu o católico de todos os armênios Musce. Fiel aos princípios do Primeiro Concílio de Dúbio de 506 e autor de "Nenhuma ação notável na história", foi sucedido no trono catolicossal por Cristóvão I de Tirariche em 539.